# Gabriella Pizzolo
Gabriella Grace Pizzolo (Schenectady, Nueva York, 10 de marzo de 2003), conocida simplemente como Gabriella Pizzolo, es una actriz y cantante estadounidense de origen italiano. Obtuvo reconocimiento en Broadway por su interpretación de Matilda en el musical homónimo de 2013. También es conocida por su papel de Suzie Bingham en la exitosa serie de Netflix de ciencia ficción Stranger Things desde 2019.

## Carrera
Pizzolo apareció en varias producciones pequeñas antes de hacer su debut en Broadway como el personaje principal de Matilda the Musical.Al principio ella audiciono para el elenco inicial, pero no fue aceptada para formar parte de este. Audiciono nuevamente y finalmente fue elegida, dando su primera interpretación del papel el 22 de diciembre de 2013.Hizo varias apariciones públicas como Matilda, principalmente en Broadway así como en Bryant Park y en un desfile de modas de Ralph Lauren. Su última actuación en el papel fue el 13 de septiembre de 2014.
Tras la salida de Sydney Lucas, en octubre de 2015, Pizzolo fue elegida como suplente para los papeles de Small Alison, Christian y John en el musical Fun Home.Durante su estadía en el papel, interpretó "Ring of Keys" en varios eventos, incluidos la edición 20.º de los Premios SAGE y la Casa Blanca.Pizzolo desempeñó el papel hasta que la producción cerró el 10 de septiembre de 2016.
En octubre de 2016, Pizzolo actuó en la versión de concierto de Sunday in the Park with George en el New York City Center. Desde enero de 2017, interpretó a Opal en la versión musical de la obra Because of Winn-Dixie en el Alabama Shakespeare Festival. Pizzolo le da voz a Cricket en la serie Butterbean's Café de 2018.a Suzie Bingham en la tercera temporada de Stranger Things (2019), dónde también cantó junto a Gaten Matarazzo una versión de la canción The NeverEnding Story del cantante británico Limahl que a día de hoy cuenta con más de 100 millones de reproducciones en Spotify, y más de 50 millones de reproducciones en YouTube. Retomó su papel de Suzie nuevamente en la cuarta temporada de la serie (2022).

## Vida personal
Pizzolo vive en el norte del estado de Nueva York con sus padres y su hermana menor. Su madre, Natalie, es maestra y la educó en casa cuando participó en Matilda. Pizzolo es una persona de género no binario y utiliza los pronombres ella y elle. Es pansexual.

## Filmografía

### Televisión
| Año          | Título                            | Rol           | Participación          |
| ------------ | --------------------------------- | ------------- | ---------------------- |
| 2016         | Brain Dead                        | Laurel joven  | Episodio 13            |
| 2017         | Beaches                           | C.C. joven    | Programa de televisión |
| 2018–20      | Butterbean's Café                 | Cricket       | Personaje principal    |
| 2019–present | Stranger Things                   | Suzie Bingham | Personaje recurrente   |
| 2022–present | Pretty Little Liars: Original Sin | Angela Waters | Personaje recurrente   |

### Películas
| Año  | Título     | Rol           | Participación |
| ---- | ---------- | ------------- | ------------- |
| 2023 | The Hallow | Rol principal | Corto         |

## Teatro
| Año     | Título                         | Rol              | Participación                                                                 |
| ------- | ------------------------------ | ---------------- | ----------------------------------------------------------------------------- |
| 2013–14 | Matilda                        | Matilda Wormwood | Teatro Shubert 22 de diciembre de 2013 – 13 de septiembre de 2014             |
| 2015–16 | Fun Home                       | Swing            | Circle in the Square Theatre 27 de marzo del 2015 – 10 de septiembre del 2016 |
| 2015–16 | Fun Home                       | Small Alison     | Circle in the Square Theatre 27 de marzo del 2015 – 10 de septiembre del 2016 |
| 2016    | Sunday in the Park with George | Louise           | New York City Center 24 de octubre del 2016 - 26 de octubre del 2016          |
| 2017    | Because of Winn Dixie          | Opal             | Alabama Shakespeare Festival 27 de enero del 2017 - 12 de febrero del 2017    |

## Discografía
| Lista de canciones y el álbum dónde fueron publicadas | Lista de canciones y el álbum dónde fueron publicadas | Lista de canciones y el álbum dónde fueron publicadas |
| Canción                                               | Año                                                   | Álbum                                                 |
| The NeverEnding Story" (junto a Gaten Matarazzo)      | 2019                                                  | Stranger Things 3 (Soundtrack)                        |
| ----------------------------------------------------- | ----------------------------------------------------- | ----------------------------------------------------- |